# 平戸町
平戸町（ひらどちょう）は、長崎県北部の平戸島にあった町。北松浦郡に属した。
現在の平戸市の中心部にあたる。

## 地理
- 海洋 ： 日本海、平戸瀬戸、薄香湾、古江湾
- 島嶼 ： 平戸島、黒子島、度島、横島

## 歴史
- 1889年（明治22年）4月1日 - 町村制の施行により、北松浦郡平戸町（近世の平戸城下）が単独で自治体を形成。大字・免は設置せず。
  - 同日、平戸村と度島村が合併し、北松浦郡平戸村が発足。
  - 平戸町・平戸村の町村組合による行政。
- 1902年（明治35年）9月 - 平戸村との町村組合を解消。
- 1925年（大正14年）4月1日 - 平戸村と合併し、改めて平戸町が発足[1]。旧平戸村の大字平戸・度島および各免を引き継ぐ。
- 1955年（昭和30年）1月1日 - 中野村・獅子村・紐差村・中津良村・津吉村・志々伎村と合併し市制施行。平戸市が発足し、同日平戸町廃止。合併後の町名については平戸市の地名を参照。

## 地名
旧平戸町（平戸城下）
旧来の平戸町は長崎県北部の各自治体に見られる免の行政区（地名）を設置していない。このため「平戸町○○番地」のように町名の次に番地を表記する住所表記となる。また、1889年の自治体発足時に合併を行っていないため、大字も存在しない。下記は平戸町内の通称地名（小字）である。
- 字魚の棚町
- 字浦の町
- 字延命町
- 字木引田町
- 字紺屋町
- 字崎方町
- 字職人町
- 字新町
- 字築地町
- 字土肥町
- 字中の町
- 字宮の町

旧平戸村
免を行政区域とする。また、免の名称に大字（平戸・度島）を冠する。
大字平戸
- 明ノ川内免
- 岩ノ上免
- 大久保免
- 大野免
- 鏡川免
- 木引免（こひき）
- 田助浦免
- 戸石川免

大字度島
- 度島免

## 交通

### 港湾
- 平戸港

## 出身・ゆかりのある人物
- 石橋禹三郎（海外事業家）